# 穆提亚拉西斯朱弗里机场
穆提亚拉西斯朱弗里机场原名马索乌机场（Masowu），简称为穆提亚拉机场（Mutiara），是印度尼西亚中苏拉威西省首府帕卢的一座机场。机场于1957年10月由时任印尼总统苏加诺主持启用，2014年4月13日启用新的航站楼。受到2018年苏拉威西岛地震的影响，该机场跑道、导航系统和塔台等设施均受到了损害。

## 名称
这个机场名称是由印尼总统苏加诺在1957年10月到访帕卢时所起的。此前该机场作为简易机场时名为马索乌机场，意为“尘土飞扬的土地”。
机场改名为穆提亚拉西斯朱弗里机场用以纪念中苏拉威西的民族英雄赛义德·哈比比·艾德鲁斯·宾·萨利姆·朱弗里（Sayyied Al-Habib Idrus Bin Salim Al-Jufrie）。

## 设施
机场海拔86（282英尺），有一条方向15/33、沥青铺装的跑道，长宽为2,500 m x 45 m。一座有3条廊桥的新航站楼于2014年4月启用，旧航站楼被拆除。

## 航空公司和目的地
| 航空公司         | 目的地                                                                      |
| ---------------- | --------------------------------------------------------------------------- |
| 巴泽航空         | 雅加达-苏加诺·哈达、雅加达-哈利姆·珀达纳库苏马（2017年8月30日开始）、望加锡 |
| 加鲁达印尼航空   | 雅加达-苏加诺·哈达、望加锡                                                  |
| KAL星空航空      | 托利托利                                                                    |
| 印尼狮子航空     | 雅加达、望加锡、巴厘巴板、泗水                                              |
| 大沙璜马老奇包机 | 布奥尔、马桑巴、托利托利                                                    |
| 三佛齐航空       | 巴厘巴板、望加锡                                                            |
| 苏西航空         | 栋多瓦、沃诺                                                                |
| 风翼航空         | 安帕纳、卢武克、望加锡、托利托利、打拉根、哥伦打洛                          |
| 快速航空         | 布奥尔、卢武克、波索、托利托利                                              |
| 航星航空         | 布奥尔、哥伦打洛                                                            |

## 资料来源
1. 1 2  . Directorate General of Civil Aviation.   [17 March 2010]. （原始内容存档于2019-08-19）.
2. 1 2 3  Airport information for WAML （页面存档备份，存于） from DAFIF (effective October 2006)
3. ↑  在大圆制图人（Great Circle Mapper）上的PLW机场信息 （来源：DAFIF 2006年10月生效）.
4. ↑  . Detik. 2018-09-30  [2018-10-01]. （原始内容存档于2018-10-01） （印度尼西亚语）.
5. ↑  .   [2017-07-14]. （原始内容存档于2017-05-12）.